# Заря (фильм)
«Заря» (англ. The Dawning) — британский кинофильм, основанный на романе Дженнифер Джонстон «The Old Jest», который рассказывает о войне за независимость Ирландии глазами англо-ирландского рабочего класса. Фильм был сделан на киностудии Lawson Productions, продюсером выступила глава этой компании Сара Лоусон.

## Сюжет
Фильм начинается с того, что Ангус Барри (Энтони Хопкинс), член ИРА (Ирландской республиканской армии), прогуливается по холмам и останавливается на пляже, где стоит небольшая хижина. Тем временем Нэнси Гулливер (Ребекка Пиджон), только что окончившая школу, от счастья сжигает все свои книги. Это её день рождения, и её тётя (Джин Симмонс) пригласила Гарри (Хью Грант), в которого Нэнси отчаянно влюблена, на чай. Однако по ходу фильма в результате поведения Гарри с другой девушкой и того, как он обращается с Нэнси, она понимает, что её любовь к Гарри было не более чем детским увлечением.
Однажды Нэнси спускается на пляж и замечает, что в её хижине спали. Она оставляет записку с просьбой оставить её в покое. Вскоре после этого она читает на пляже, когда к ней подходит Барри. По ходу фильма у них развиваются отношения, несмотря на то, что она на самом деле не знает и не понимает его работу: он один из первых людей, которые стали частью группы под названием ИРА, и находится в бегах от правительства. Тем не менее, она полюбила Барри и назвала его «Кассиус».
После того, как Кассиус просит её передать сообщение коллеге, несколько констеблей Королевской ирландской полиции застрелены на скачках. Позже в тот же день приезжают полицейские, которые хотят допросить её насчёт Бэрри. Предположения полиции подтверждаются, когда дед Нэнси заявил, что видел свою внучку на берегу рядом с каким-то мужчиной. Она отрицает, что с кем-то встречалась. Когда они уезжают, она бежит к дому и говорит, чтобы он собирал вещи и бежал. Когда они выходят из дома, их застаёт полиция. Его расстреливают.

## Производство
«Заря» была снята в Ирландии в 1987 году. Для Ребекки Пиджон этот фильм является дебютом, в то же время как для Тревора Ховарда эта кинолента оказалась последней: он умер вскоре после окончания съёмок (фильм был посвящён его памяти). Ховард раньше уже снимался в одном фильме об ИРА: I See a Dark Stranger с Дебора Керр в главной роли. Кроме того, это была первая за десять лет работа в кино Джин Симмонс. Несмотря на то, что Бернард МакЛэверти активно участвовал в написании сценария, в это мало кто поверил. Фильм впервые был показан на МКФ в Лос-Анджелесе (программа «Новое британское кино»), на Каннском кинофестивале (для реализации на рынке кинопроката) и МКФ в Монреаль, где взял два награды (приз жюри и приз экуменического жюри — специальное упоминание). Актёры Энтони Хопкинс и Хью Грант спустя пять лет вновь воссоединятся на съёмочной площадке фильма «Остаток дня».

## В ролях
- Энтони Хопкинс — Эгнус Бэрри, он же Кассиус
- Ребекка Пиджон — Нэнси Гулливер
- Джин Симмонс — Мэри, тётя Нэнси
- Тревор Ховард — дедушка Нэнси
- Хью Грант — Гарри
- Ронни Мастерсон — Брайди
- Джон Роджен — мистер Кэрролл

## Мнение кинокритиков
«Заря», в основном, получила положительные отзывы кинокритиков, например, 5 звёзд от журнала Time Out, описывая фильм как «хорошо сделанный… его главное сила заключается в блестящей игре актёров. Прекрасный дебют Ребекки Пиджон.». China Daily отметила, что Хопкинс сыграл «великолепно».